# Carlyle Smith Beals
Carlyle Smith Beals (29 de junio de 1899-2 de julio de 1979) fue un astrónomo canadiense, dedicado entre otras tareas al estudio del espectro de las estrellas de alta temperatura y a localizar cráteres de impacto meteoríticos en Canadá.

## Semblanza
Beals nació en Canso, Nueva Escocia, hijo del reverendo Francis H. P. Beals y de Annie Florence Nightingale Smith.
Trabajó en el Observatorio Astrofísico Dominion, Victoria (Columbia Británica), hasta 1946. Allí estudió las líneas de emisión del espectro de ciertas estrellas calientes, y el comportamiento de las nubes de gas en el medio interestelar. También desarrolló instrumentos astronómicos.
En 1946 comenzó a trabajar como astrónomo en el Observatorio Dominion de Ottawa, efectuando un estudio de cráteres de meteoritos en Canadá.
Se retiró en 1964, y falleció en Ottawa en 1979.

## Reconocimientos
- En marzo de 1951 fue elegido miembro de la Royal Society de Londres.[1][3]
- En 1969 Beals fue nombrado Oficial de la Orden de Canadá.[4]
- El cráter lunar Beals lleva este nombre en su honor.[5]
- Así mismo, el asteroide (3314) Beals conmemora al astrónomo canadiense.[6]

## Lecturas relacionadas
- Carlyle Smith Beals